# Protein A/G
Das Protein A/G ist ein künstliches Fusionsprotein aus den bakteriellen Antikörper-bindenden Proteinen A und G.

## Eigenschaften
Protein A/G wird, wie auch die verwandten Proteine A oder G, in der Biochemie zur Proteinreinigung und Messung von Antikörpern verwendet. Protein A/G besitzt eine teilweise Homologie zu den anderen bakteriellen Antikörper-bindenden Proteinen wie Protein A, Protein G, aber nur geringe Ähnlichkeit zu Protein L oder Protein M. Protein A/G bindet an die schweren Ketten von menschlichen Immunglobulinen der Typen IgA, IgE, IgM und in geringerem Umfang auch IgD. Unter den Immunglobulinen von Mäusen werden IgA und IgD nicht gebunden. Die Proteine A und G binden daneben auch an die DNA-bindenden Proteine Ku und PARP-1.